# Голубовића апотека
Голубовића апотека је  српски ТВ филм из 1999. године. Филм је рађен у продукцији Радио-телевизије Србије, а сценарио за филм написао је Слободан Шуљагић

## Кратак садржај
Радња филма смештена је у 1964. годину, у малом провинцијском граду, унутар апотеке Голубовића, која је некада била позната. Непокретни Густав Голубовић, своје последње дане живота проводи у поткровљу куће.

## Улоге
| Глумац                  | Улога            |
| ----------------------- | ---------------- |
| Бранислав Цига Јеринић  | Густав Голубовић |
| Никола Симић            | дворски          |
| Тихомир Станић          | Марко            |
| Светислав Гонцић        | Андрија          |
| Нела Михаиловић         | Олга             |
| Наташа Нинковић         | Јелена           |
| Павле Минчић            | погребник        |
| Горан Даничић           | Ћора             |
| Михајло Бата Паскаљевић | мутави           |
| Зоран Ђорђевић          | Љуба лажов       |